# Batu (Éthiopie)
Pour les articles homonymes, voir Batu (homonymie) et lac Ziway.
Batu, anciennement Ziway, est une ville et un woreda du centre de l'Éthiopie, située dans la zone Misraq Shewa de la région Oromia.
Batu (en oromo : Baatuu), également connue sous le nom de Ziway (parfois écrit Zeway ou Zway), se trouve à près de 1 650 m d'altitude, sur les berges du lac Ziway, dans la vallée du Grand Rift, une partie de sa population vivant de la pêche et du tourisme (notamment vers l'île de Tulu Gudo) sur le lac. Elle est desservie par la route A7 Mojo-Shashamané.
Jusqu'en 1995, Ziway était la capitale administrative de l'awraja Haykoch et Boutajira de la province du Choa.
La ville a 43 660 habitants au recensement de 2007.
En 2022, sa population est estimée à 90 522 personnes avec une densité de population de 8 369 personnes par km2 et 10,8 km2 de superficie,.